# Cfdisk
cfdisk est un outil de partitionnement utilisé sous Linux, similaire à fdisk, mais avec une interface (curses). 
Écrit pour la première fois en 1992, la version actuelle est 2.12r.
Voici un écran d'accueil de cfdisk dans sa version actuelle.
```
                                  cfdisk 2.12r

                              Disk Drive: /dev/sda
                        Size: 81964302336 bytes, 81.9 GB
              Heads: 255   Sectors per Track: 63   Cylinders: 9964

    Name        Flags      Part Type  FS Type          [Label]        Size (MB)
 -
    sda2        Boot        Primary   Linux ext3                      106.93
                            Primary   Linux swap       / Solaris      2006.97
    sda3                    Primary   Linux ext3                      79842.80

     [Bootable]  [ Delete ]  [  Help  ]  [Maximize]  [ Print  ]
     [  Quit  ]  [  Type  ]  [ Units  ]  [ Write  ]

                 Toggle bootable flag of the current partition

```